# Just Enough Education to Perform
Just Enough Education to Perform è il terzo album in studio del gruppo britpop Stereophonics.

## Tracce
1. Vegas Two Times – 4:29
2. Lying in the Sun – 4:31
3. Mr. Writer – 5:19
4. Step On My Old Size Nine – 4:00
5. Have a Nice Day – 3:25
6. Nice to Be Out – 3:08
7. Watch Them Fly Sundays – 3:29
8. Everyday I Think of Money – 3:24
9. Maybe – 4:34
10. Caravan Holiday – 3:12
11. Rooftop – 6:15
12. Surprise (Traccia fantasma) – 4:07

Tracce bonus del CD-ROM
1. Lying in the Sun (Acoustic version)
2. Step on My Old Size Nines (Acoustic version)

## Formazione
- Kelly Jones – voce, chitarra
- Richard Jones – basso, armonica
- Stuart Cable – batteria